# Phortica protrusa
Phortica protrusa är en tvåvingeart som först beskrevs av Zhang och Shi 1997.  Phortica protrusa ingår i släktet Phortica och familjen daggflugor. Inga underarter finns listade i Catalogue of Life.